# Powerball (oggetto)

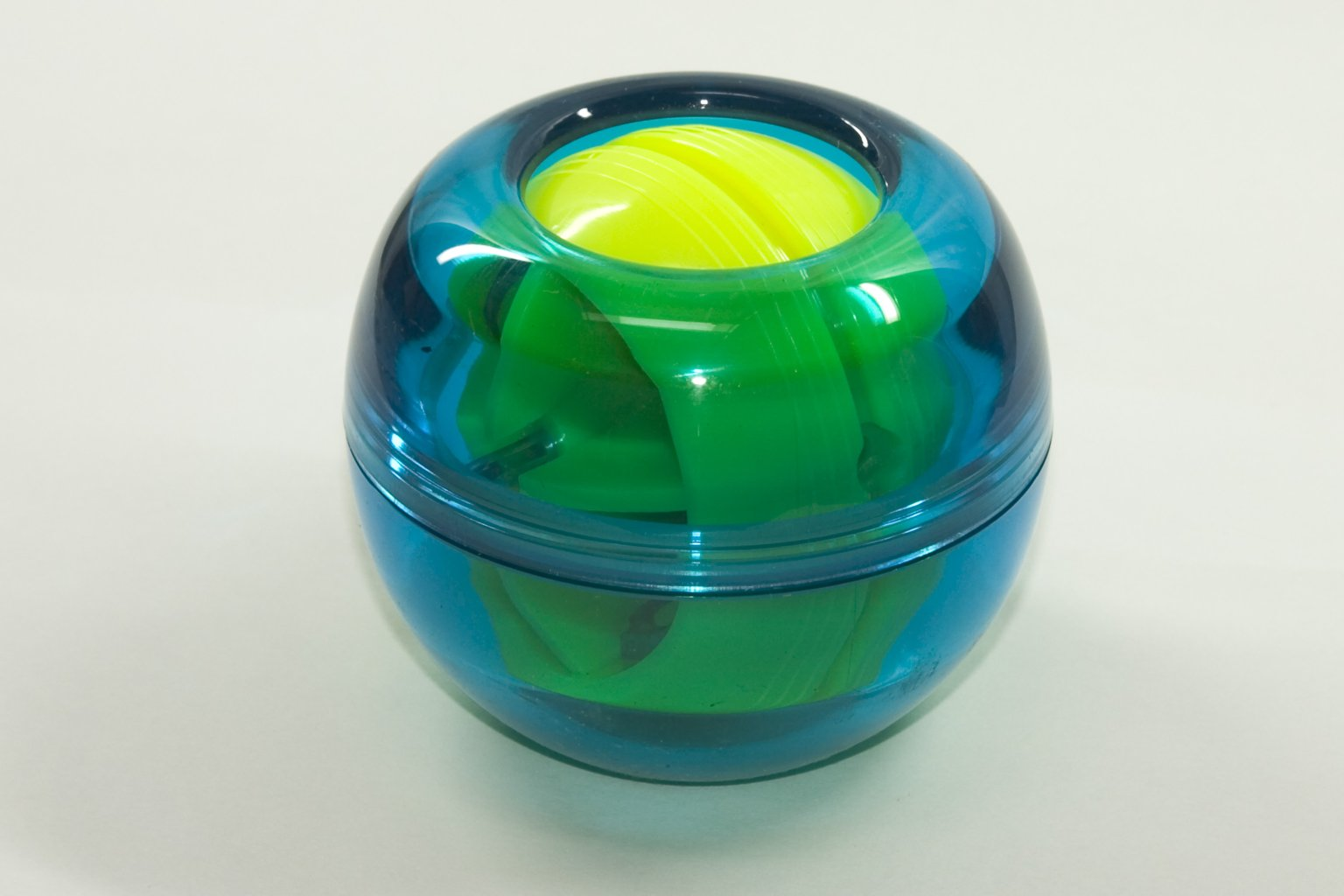
Powerball

La powerball, commercializzata anche come Dynabee, è uno strumento di forma sferica e della dimensione di circa una palla da tennis, nato per l'allenamento dei muscoli del braccio.
La pubblicità del venditore sostiene che sia utilizzabile anche come strumento di riabilitazione: sarebbe di utilità specialmente per le articolazioni colpite da problemi al tunnel carpale, epicondilite, epitrocleite, da lesioni causate da sforzi ripetuti, da artriti e come coadiuvante nella riabilitazione da fratture. Queste indicazioni terapeutiche non sembrano tuttavia essere supportate da studi medici indipendenti.
È costituita da un giroscopio dinamico, formato da uno speciale rotore capace di sviluppare una grande forza centrifuga e un'altrettanta grande inerzia. Il peso della palla a riposo è di circa 0,5 kg, ma facendo ruotare il rotore interno, e portandolo a 15.000 giri al minuto (250 rivoluzioni al secondo), la powerball sviluppa una forza peso tale da passare da 0,5 kg a 20 kg, il tutto senza bisogno di motori elettrici, solo sfruttando il movimento delle braccia e la potenza giroscopica innescata dalla rotazione.
Oltre all'aspetto terapeutico e di allenamento, esiste un terzo utilizzo della powerball: per diletto si cerca di portare la velocità di rotazione a valori sempre maggiori. Il record attuale è di 17.015 giri al minuto, detenuto dal greco Akis Kritsinelis. Esiste anche la documentazione video in merito alla performance dello stesso Akis, che dimostra la sua capacità di arrivare a oltre 20.000 giri al minuto (modalità 90 secondi). Esiste inoltre un campionato mondiale di powerball.